# Колледж Нотр-Дам (Дакка)

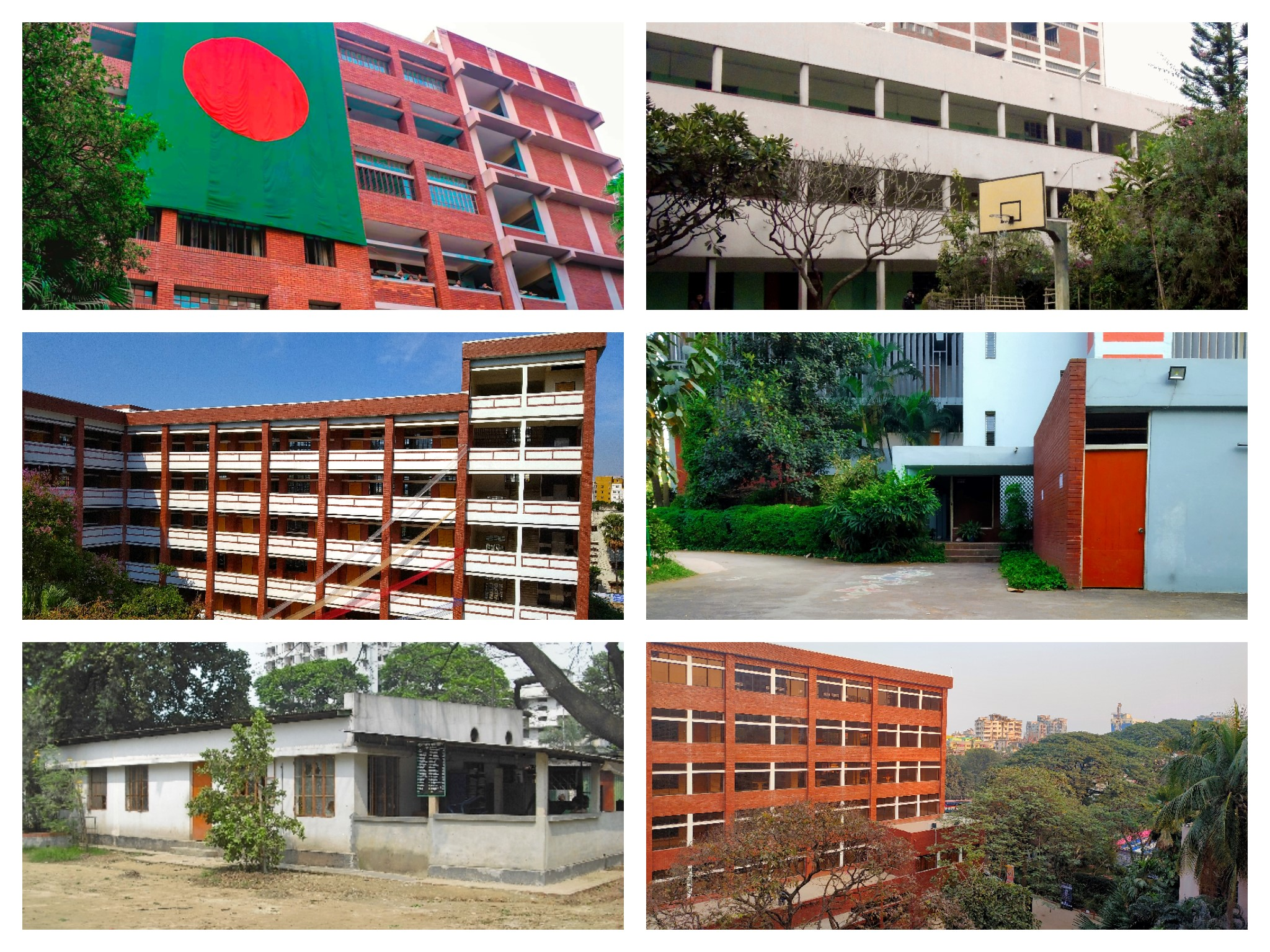

Колледж Нотр-Дам (бенг. নটর ডেম কলেজ; NDC) — католическое учебное заведение высшего образования среднего уровня, ассоциированное с Национальным университетом. Одно из старейших высших заведений в Дакке. Находится под руководством католической монашеской Конгрегации Святого Креста.
Колледж основан монахами из Конгрегации Святого Креста в 1949 году под первоначальным наименованием «Колледж Святого Григория» (St. Gregory’s College) в районе Луксмибазар Старой Дакки. В 1954 году учебное заведение было переведено в современное местоположение. Комплекс учебных зданий был построен по проекту архитектора Роберта Бугея (Robert Boughey). В связи с тем, что большинство учредителей колледжа были выпускниками американского Университета Нотр-Дам и при этом же университете была основана первая монашеская община Конгрегации Святого Креста, колледжу было присвоено одноимённое название «Нотр-Дам».
В 1980-х годах колледж занимал передовые позиции среди учебных заведений высшего образования второго уровня в Бангладеш.
Колледж предлагает учебную трёхлетнюю программу на степень бакалавра гуманитарных и социальных наук. Ежегодно колледж принимает на обучение около 1700—1900 студентов, среди которых около 400 изучает естественные науки и около 750 студентов изучает экономические науки. Студенты распределяются в 16 групп под наименованием «классы, клубы» (classrooms, clubs), каждая из которых занимается определённой областью естественных и экономических наук. В 1 по 14 классы принимаются студенты со знанием бенгальского языка. В 15 и 16 классах обучение производится на английском языке.
Колледж выпускает общие периодические издания — научный ежегодник «Blue and Gold» и квартальный студенческий журнал «Dhak Dhol — Chit Chat».
Некоторые классы также издают собственные ежегодные научные периодические сборники:
- «AUDRI» — издание группы «Science Club».
- «Nisagra» — издание группы «Nature Study Club»
- «Jogajog» — издание группы «International Understanding and Relation Club»
- «Mancha» — издание группы «Natya Dal»
- «The Number» — издание математической группы «Math Club»
- «Recursion» — издание группы «Information and Technology Club»
- «DURBIN» — издание группы «Eco And Space Club»

В колледже обучались различные общественные, политические и религиозные деятели Бангладеш.